# Juan Mignaburu
Juan Ricardo Mignaburu (ca. 1870–1930s) fue un político argentino, que ejerció como presidente de la Asociación Amateurs de Football en 1919. También fue presidente del prestigioso Club Atlético Independiente, durante tres períodos: 1911–1912, 1917–1918 y 1920–1921.
Mignaburu fue a la vez entrenador de Independiente. En 1912 el dirigió al equipo en la final contra Club Atlético Porteño.
La Asociación del Fútbol Argentino creó un torneo que homenajeaba su nombre y que fue disupado en cinco ocasiones, entre Argentina y Uruguay, con totalidad de victorias para Argentina (cinco), entre 1935 y 1943.

## Links externos
- www.afa.com.ar

- Datos: Q23913626
- Multimedia: Juan Mignaburu / Q23913626